# 北海優駿
北海優駿（ほっかいゆうしゅん）は、ホッカイドウ競馬で施行される地方競馬の重賞競走である。札幌テレビ放送より優勝杯の提供を受けており、名称は「STV杯 北海優駿」と表記される。

## 概要
1973年に創設された、サラブレッド系4歳（現3歳）馬による重賞競走。ホッカイドウ競馬のグレード制ではH1に格付けされ、三冠競走の第2戦に位置づけられている。
創設当初は札幌競馬場ダート1800mでの施行が定着していたが、その後は開催日程に左右され、施行場は数年ごとにたびたび変更されたうえ、施行距離も競馬場の距離設定の都合により1600m-2600mと一定していなかった。2009年以降は門別競馬場のダート2000mで定着している。
2007年から2023年まではダービーシリーズ（旧・ダービーWeek）に組み込まれ「ダービー」と副称がつけられたほか、施行時期も秋季から初夏の6月開催に変更された。またジャパンダートダービー（JpnI）の指定競走となっており、1着馬は選定委員会において、同一地区内の他馬よりも優先して選定されることになっていた（他の優先出走権の状況や指定馬の数により、適用されない場合有り）。
2010年より地方競馬全国交流競走（他地区の地方競馬所属馬も出走が可能）となっている。
負担重量は、2010年から2023年までは56kg（牝馬2kg減）、2024年からは57kg（牝馬2kg減）となっている。

### 条件・賞金等（2025年）
出走条件
サラブレッド系3歳、地方全国交流。
- 北斗盃で上位2着までに入った馬に優先出走権がある

負担重量
定量で57kg、牝馬2kg減
賞金額
1着1500万円、2着420万円、3着315万円、4着210万円、5着105万円。
副賞
スタリオンシリーズ競走に指定されており、ルヴァンスレーヴの次年度配合権利が優勝馬馬主への副賞となっている。

### 過去の副賞
JBC協会・社台スタリオンステーション協賛のスタリオンシリーズに指定されており、種牡馬の配合権利が副賞として贈られている。
| 年     | 種牡馬                 | 付与対象者 | 出典   |
| ------ | ---------------------- | ---------- | ------ |
| 2000年 | ブラックタイアフェアー |            | [ 3 ]  |
| 2001年 | スキャン               |            | [ 4 ]  |
| 2002年 | タイキシャトル         | 馬主       | [ 5 ]  |
| 2003年 | タイキシャトル         | 馬主       | [ 5 ]  |
| 2004年 | コマンダーインチーフ   | 馬主       | [ 6 ]  |
| 2005年 | コマンダーインチーフ   | 馬主       | [ 6 ]  |
| 2006年 | コマンダーインチーフ   |            | [ 7 ]  |
| 2007年 | バブルガムフェロー     | 馬主       | [ 8 ]  |
| 2008年 | フサイチコンコルド     |            | [ 9 ]  |
| 2009年 | グラスワンダー         |            | [ 10 ] |
| 2010年 | ディープスカイ         | 馬主       | [ 11 ] |
| 2011年 | ディープスカイ         | 馬主       | [ 12 ] |
| 2012年 | ディープスカイ         | 馬主       | [ 13 ] |
| 2013年 | ディープスカイ         | 馬主       | [ 14 ] |
| 2014年 | エイシンフラッシュ     | 馬主       | [ 15 ] |
| 2015年 | エイシンフラッシュ     | 馬主       | [ 16 ] |
| 2016年 | エイシンフラッシュ     | 馬主       | [ 17 ] |
| 2017年 | エイシンフラッシュ     | 馬主       | [ 18 ] |
| 2018年 | イスラボニータ         | 馬主       | [ 19 ] |
| 2019年 | イスラボニータ         | 馬主       | [ 20 ] |
| 2020年 | イスラボニータ         | 馬主       | [ 21 ] |
| 2021年 | ルヴァンスレーヴ       | 馬主       | [ 22 ] |
| 2022年 | ルヴァンスレーヴ       | 馬主       | [ 23 ] |
| 2023年 | ルヴァンスレーヴ       | 馬主       | [ 24 ] |
| 2024年 | ルヴァンスレーヴ       | 馬主       | [ 25 ] |

## 歴代優勝馬
優勝馬の馬齢は2000年まで旧表記、2001年以降は現表記。
Rはコースレコード。
| 回数   | 施行日         | 競馬場 | 距離  | 頭数 | 優勝馬             | 性齢 | 所属   | タイム  | 優勝騎手   | 管理調教師 |
| ------ | -------------- | ------ | ----- | ---- | ------------------ | ---- | ------ | ------- | ---------- | ---------- |
| 第1回  | 1973年9月9日   | 岩見沢 | 1900m | 12頭 | マルサンフアイヤ   | 牡4  | 北海道 | 2:01.6  | 千島武司   | 戸野塚郁郎 |
| 第2回  | 1974年9月8日   | 岩見沢 | 1900m | 11頭 | ミカサホマレ       | 牡4  | 北海道 | 2:07.8  | 千島武司   | 桑原義光   |
| 第3回  | 1975年10月25日 | 札幌   | 1800m | 10頭 | コガネハード       | 牝4  | 北海道 | 1:52.4  | 佐々木一夫 | 林正夫     |
| 第4回  | 1976年10月10日 | 札幌   | 1800m | 7頭  | カネヤマサウンド   | 牝4  | 北海道 | 1:52.5  | 千島武司   | 千島一巳   |
| 第5回  | 1977年10月22日 | 札幌   | 1800m | 7頭  | サンオーオク       | 牝4  | 北海道 | 1:52.9  | 伊藤隆志   | 戸島牛太郎 |
| 第6回  | 1978年10月10日 | 札幌   | 1800m | 11頭 | ビユーテイワン     | 牝4  | 北海道 | 1:54.2  | 須藤三千夫 | 加藤庄吉   |
| 第7回  | 1979年9月24日  | 札幌   | 1800m | 16頭 | ミスミネタカ       | 牝4  | 北海道 | 1:55.9  | 佐々木一夫 | 林正夫     |
| 第8回  | 1980年9月7日   | 札幌   | 1800m | 13頭 | ドウヤレンジヤー   | 牝4  | 北海道 | 1:56.8  | 原孝明     | 後條雄作   |
| 第9回  | 1981年10月10日 | 札幌   | 1800m | 8頭  | トヨクラダイオー   | 牡4  | 北海道 | 1:54.2  | 佐々木一夫 | 成田春男   |
| 第10回 | 1982年10月3日  | 札幌   | 1800m | 9頭  | タキノユウホー     | 牡4  | 北海道 | 1:57.7  | 松田路博   | 後條悦郎   |
| 第11回 | 1983年10月23日 | 札幌   | 1800m | 14頭 | ビユーテイフアイ   | 牡4  | 北海道 | 1:55.6  | 柳澤好美   | 鈴木亮平   |
| 第12回 | 1984年10月10日 | 札幌   | 2000m | 10頭 | エスコート         | 牝4  | 北海道 | 2:09.8  | 原孝明     | 佐藤二郎   |
| 第13回 | 1985年10月17日 | 岩見沢 | 2000m | 12頭 | カネコメスワロー   | 牝4  | 北海道 | 2:13.7  | 米川昇     | 手島健児   |
| 第14回 | 1986年10月12日 | 札幌   | 2640m | 12頭 | グリーンタイセイ   | 牡4  | 北海道 | 2:54.2  | 米川昇     | 石本孝博   |
| 第15回 | 1987年10月13日 | 札幌   | 2640m | 9頭  | ホロトウルフ       | 牡4  | 北海道 | 2:58.7  | 佐々木一夫 | 黒川武     |
| 第16回 | 1988年9月23日  | 岩見沢 | 2600m | 8頭  | フシミラツキー     | 牝4  | 北海道 | 3:06.8  | 柳澤好美   | 成田春男   |
| 第17回 | 1989年9月14日  | 札幌   | 2400m | 8頭  | タキノニシキ       | 牡4  | 北海道 | 2:35.9  | 井上俊彦   | 後條悦郎   |
| 第18回 | 1990年9月6日   | 札幌   | 2400m | 7頭  | マキシムオーレー   | 牡4  | 北海道 | 2:41.8  | 佐々木一夫 | 佐藤二郎   |
| 第19回 | 1991年9月18日  | 札幌   | 2400m | 12頭 | リバーストンキング | 牡4  | 北海道 | 2:39.8  | 松本隆宏   | 鈴木亮平   |
| 第20回 | 1992年9月23日  | 岩見沢 | 2600m | 8頭  | リバーストンホープ | 牡4  | 北海道 | 2:59.9  | 川島洋人   | 鈴木亮平   |
| 第21回 | 1993年9月8日   | 札幌   | 2400m | 10頭 | ササノコバン       | 牡4  | 北海道 | 2:38.4  | 國信満     | 西本博     |
| 第22回 | 1994年9月1日   | 旭川   | 2100m | 6頭  | クラシャトル       | 牝4  | 北海道 | 2:20.5  | 小野望     | 後條雄作   |
| 第23回 | 1995年9月21日  | 帯広   | 1800m | 11頭 | ダービーコート     | 牝4  | 北海道 | 1:55.2  | 安田歩     | 佐藤邦茂   |
| 第24回 | 1996年9月26日  | 旭川   | 2100m | 12頭 | クローリバー       | 牡4  | 北海道 | 2:17.1  | 井上俊彦   | 高岡秀行   |
| 第25回 | 1997年10月2日  | 岩見沢 | 2600m | 12頭 | シャーペンアイル   | 牡4  | 北海道 | R2:55.4 | 櫻井拓章   | 田中正二   |
| 第26回 | 1998年10月8日  | 門別   | 2000m | 16頭 | ロンガーワンダー   | 牡4  | 北海道 | 2:06.3  | 宮崎光行   | 須藤三千夫 |
| 第27回 | 1999年10月11日 | 札幌   | 2400m | 12頭 | モミジイレブン     | 牡4  | 北海道 | 2:37.0  | 松本隆宏   | 鈴木英二   |
| 第28回 | 2000年9月27日  | 旭川   | 2300m | 10頭 | クラキングオー     | 牡4  | 北海道 | 2:33.2  | 堂山直樹   | 堂山芳則   |
| 第29回 | 2001年10月18日 | 門別   | 2000m | 14頭 | ミヤマエンデバー   | 牡3  | 北海道 | 2:09.7  | 堂山直樹   | 堂山芳則   |
| 第30回 | 2002年9月17日  | 門別   | 2000m | 9頭  | サンデーカロ       | 牡3  | 北海道 | 2:09.7  | 千葉津代士 | 黒川武     |
| 第31回 | 2003年9月9日   | 旭川   | 2100m | 11頭 | ビックネイチャー   | 牡3  | 北海道 | 2:22.5  | 櫻井拓章   | 恵多谷豊   |
| 第32回 | 2004年9月2日   | 旭川   | 2100m | 10頭 | コスモバルク       | 牡3  | 北海道 | 2:24.7  | 五十嵐冬樹 | 田部和則   |
| 第33回 | 2005年9月15日  | 旭川   | 2100m | 11頭 | フリートアピール   | 牡3  | 北海道 | 2:20.2  | 五十嵐冬樹 | 廣森久雄   |
| 第34回 | 2006年9月7日   | 旭川   | 2100m | 9頭  | ギルガメッシュ     | 牡3  | 北海道 | 2:17.5  | 服部茂史   | 角川秀樹   |
| 第35回 | 2007年6月5日   | 旭川   | 1600m | 11頭 | ブルータブー       | 牡3  | 北海道 | 1:44.9  | 服部茂史   | 廣森久雄   |
| 第36回 | 2008年6月3日   | 旭川   | 1600m | 12頭 | ボク               | 牡3  | 北海道 | 1:44.2  | 佐々木国明 | 若松平     |
| 第37回 | 2009年6月2日   | 門別   | 2000m | 9頭  | アラベスクシーズ   | 牡3  | 北海道 | 2:11.1  | 宮崎光行   | 堂山芳則   |
| 第38回 | 2010年6月1日   | 門別   | 2000m | 11頭 | クラキンコ         | 牝3  | 北海道 | 2:10.9  | 宮崎光行   | 堂山芳則   |
| 第39回 | 2011年6月7日   | 門別   | 2000m | 13頭 | ピエールタイガー   | 牡3  | 北海道 | 2:11.3  | 宮崎光行   | 堂山芳則   |
| 第40回 | 2012年6月5日   | 門別   | 2000m | 11頭 | ニシノファイター   | 牡3  | 北海道 | 2:12.1  | 小国博行   | 堂山芳則   |
| 第41回 | 2013年6月4日   | 門別   | 2000m | 11頭 | ミータロー         | 牡3  | 北海道 | 2:09.9  | 服部茂史   | 田中淳司   |
| 第42回 | 2014年6月3日   | 門別   | 2000m | 12頭 | ヤマノミラクル     | 牡3  | 北海道 | 2:13:2  | 井上俊彦   | 松本隆宏   |
| 第43回 | 2015年6月2日   | 門別   | 2000m | 9頭  | フジノサムライ     | 牡3  | 北海道 | 2:11:9  | 石川倭     | 米川昇     |
| 第44回 | 2016年5月31日  | 門別   | 2000m | 12頭 | スティールキング   | 牡3  | 北海道 | 2:06.0  | 桑村真明   | 角川秀樹   |
| 第45回 | 2017年6月1日   | 門別   | 2000m | 13頭 | ベンテンコゾウ     | 牡3  | 岩手   | 2:07.0  | 村上忍     | 菅原勲     |
| 第46回 | 2018年6月20日  | 門別   | 2000m | 14頭 | カツゲキジャパン   | 牡3  | 北海道 | 2:14.7  | 桑村真明   | 廣森久雄   |
| 第47回 | 2019年6月19日  | 門別   | 2000m | 10頭 | リンゾウチャネル   | 牡3  | 北海道 | 2:10.9  | 五十嵐冬樹 | 堂山芳則   |
| 第48回 | 2020年6月18日  | 門別   | 2000m | 12頭 | アベニンドリーム   | 牡3  | 北海道 | 2:12.8  | 桑村真明   | 角川秀樹   |
| 第49回 | 2021年6月17日  | 門別   | 2000m | 8頭  | ラッキードリーム   | 牡3  | 北海道 | 2:11.9  | 石川倭     | 林和弘     |
| 第50回 | 2022年6月16日  | 門別   | 2000m | 10頭 | シルトプレ         | 牡3  | 北海道 | 2:06.8  | 石川倭     | 米川昇     |
| 第51回 | 2023年6月15日  | 門別   | 2000m | 9頭  | ベルピット         | 牡3  | 北海道 | 2:07.9  | 桑村真明   | 角川秀樹   |
| 第52回 | 2024年6月13日  | 門別   | 2000m | 11頭 | パッションクライ   | 牡3  | 北海道 | 2:11.1  | 桑村真明   | 山口竜一   |
| 第53回 | 2025年6月12日  | 門別   | 2000m | 8頭  | ソルジャーフィルド | 牡3  | 北海道 | 2:09.3  | 小野楓馬   | 川島洋人   |

## 主な記録
2010年の優勝馬クラキンコは、父が2000年の優勝馬クラキングオー、母が1994年の優勝馬クラシャトルで、両親に続く親子2代の優勝馬となった。
騎手の宮崎光行、調教師の堂山芳則はともに2009年から3年連続で優勝。同一の騎手と調教師の組み合わせによる3連覇は、本競走では初めてである。なお、堂山は2012年も管理馬ニシノファイターで優勝し、4連覇を達成した。

### 各回競走結果の出典
- 北海優駿 歴代優勝馬 - 地方競馬全国協会
- JBISサーチ 
  - 1986年、1987年、1988年、1989年、1990年、1991年、1992年、1993年、1994年、1995年、1996年、1997年、1998年、1999年、2000年、2001年、2002年、2003年、2004年、2005年、2006年、2007年、2008年、2009年、2010年、2011年、2012年、2013年、2014年、2015年、2016年、2017年、2018年、2019年、2020年、2021年、2022年、2023年、2024年、2025年